# Lijst van burgemeesters van Middelharnis
Dit is een lijst van burgemeesters van de voormalige Nederlandse gemeente Middelharnis in de provincie Zuid-Holland. Sinds 1 januari 2013 maakt zij deel uit van de nieuwe gemeente Goeree-Overflakkee.
| Ambtsperiode  | Naam burgemeester                                      | Partij of stroming | Bijzonderheden                                                                             |
| ------------- | ------------------------------------------------------ | ------------------ | ------------------------------------------------------------------------------------------ |
| 1817 - 1823   | Lambertus Kolff                                        |                    | schout                                                                                     |
| 1823? - 1852? | Arend van Weel                                         | liberaal           | schout, 1825 burgemeester                                                                  |
| 1852 - 1856   | Lambertus Constantinus Catharinus Kolff van Oosterwijk |                    | tevens burgemeester van Stad aan 't Haringvliet (1843-1877), kleinzoon van Lambertus Kolff |
| 1856 - 1875?  | David van Weel Azn.                                    |                    |                                                                                            |
| 1875 - 1892   | L.A. van Weel                                          |                    |                                                                                            |
| 1892 - 1917   | Ulbo Jetze Mijs                                        |                    |                                                                                            |
| 1918 - 1921   | Johannes Bouman                                        | ARP                |                                                                                            |
| 1921 - 1945   | Laurens Johannes den Hollander                         | ARP                |                                                                                            |
| 1946 - 1955   | Dirk Rijnders                                          | CHU                |                                                                                            |
| 1955 - 1968   | P.W. Hordijk                                           | ARP                |                                                                                            |
| 1968 - 1979   | Hans (J.) van Es                                       | ARP / CDA          |                                                                                            |
| 1980 - 1988   | Hans (L.J.) van Welsenis                               | PvdA               |                                                                                            |
| 1988 - 1998   | Jenny G. Sleurink-Rabbinge                             | PvdA               | was burgemeester van Loppersum                                                             |
| 1999 - 2009   | Greet de Vries-Hommes                                  | PvdA               | was burgemeester van Nijefurd                                                              |
| 2009 - 2012   | Pieter Zevenbergen                                     | VVD                | waarnemend burgemeester                                                                    |